# Belevingstunnel
Een belevingstunnel (Engels: immersive tunnel) is een attractietype dat voorkomt in attractieparken.
Een belevingstunnel is een modernere variant op een simulator en toont overeenkomsten met de simulator darkride. Vergeleken met de klassieke bewegingssimulator, waarin bezoekers in een gesloten cabine naar een videoscherm kijken, is de bewegende cabine van de belevingstunnel open. Ook bevindt de cabine zich niet op een vaste locatie, maar op rails.
Een belevingstunnel bestaat uit een station en een scène. De scène is een ronde hal met 260 graden projectieschermen, waarop een film gedraaid wordt, hetzij 2D of 3D, en zo nodig gecombineerd met speciale effecten. Indien de film in 3D wordt geprojecteerd ontvangt men bij de ingang een 3D-bril die moet worden opgezet in de simulator/cabine. Hierdoor wordt het effect gecreëerd dat men zich daadwerkelijk op de locatie van de film bevindt. Doordat de simulator/cabine zich op rails bevindt, pendelt hij dus heen en weer tussen het station en de scène.